# Laimjala
Laimjala (en estonien : Laimjala vald) est une ancienne municipalité rurale du comté de Saare en Estonie. 

## Géographie

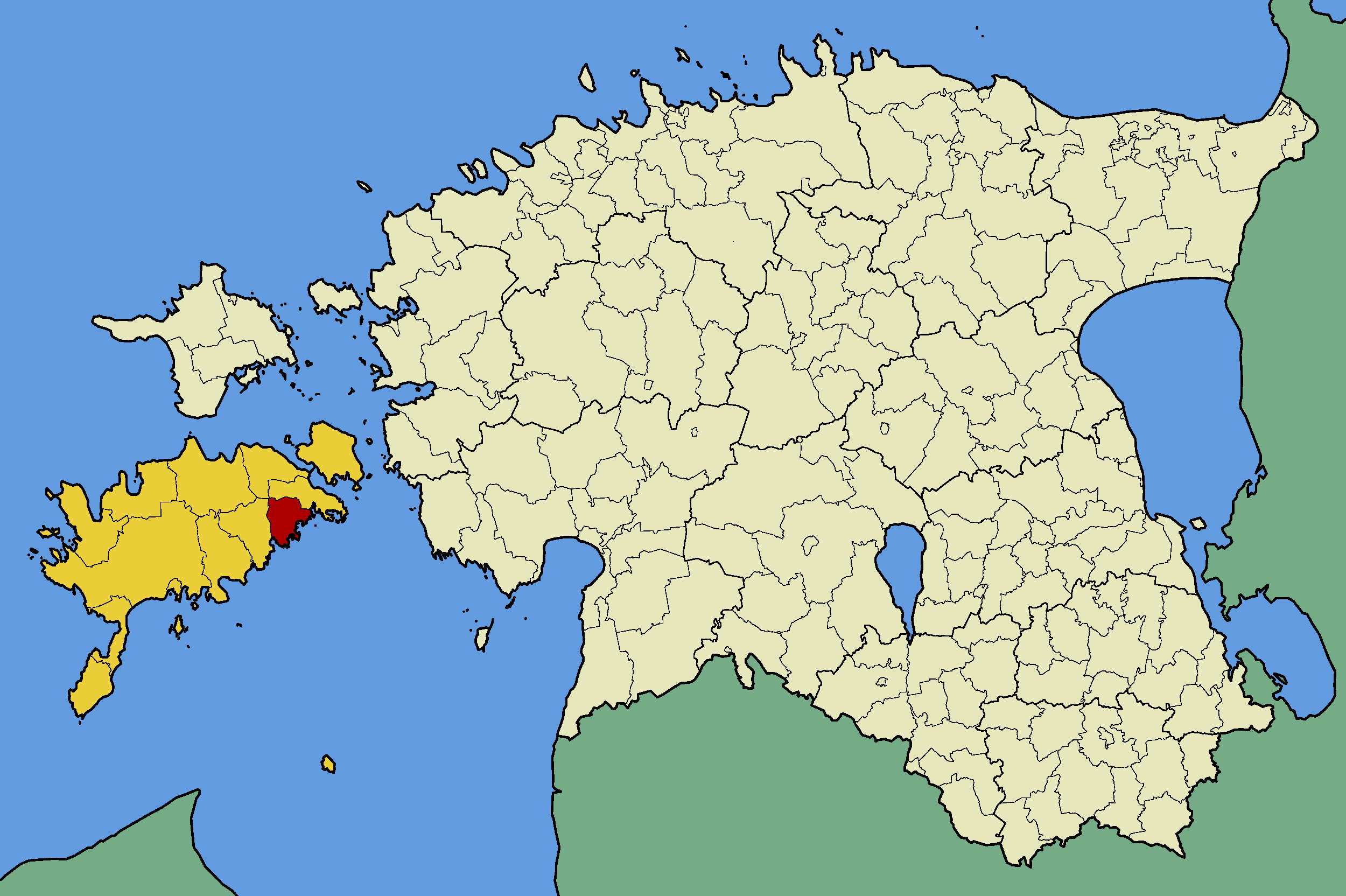
Ancienne commune de Laimjala (en rouge) dans le comté de Saare (en jaune).

Elle s'étendait sur 116,29 km2 dans l'est de l'île de Saaremaa et comprenait 24 villages : Aaviku, Asva, Audla, Jõe, Kahtla, Käo, Kapra, Kingli, Kõiguste, Laheküla, Laimjala, Mägi-Kurdla,  Mustla, Nõmme, Pahavalla, Paju-Kurdla, Randvere, Rannaküla, Ridala, Ruhve, Saareküla, Saaremetsa, Üüvere et Viltina.

## Histoire
En octobre 2017, elle est fusionnée avec les autres communes de l'île de Saaremaa pour former une seule commune de Saaremaa.

## Démographie
| 2006 | 2012 | 2017 |
| ---- | ---- | ---- |
| 793  | 654  | 686  |